# Gottfried Heinrich Bach
Gottfried Heinrich Bach (Leipzig, 26 de fevereiro de 1724 – Naumburg, 12 de fevereiro de 1763) foi o primeiro filho do segundo casamento de Johann Sebastian Bach com Anna Magdalena Wilcke. 
Em uma idade precoce Gottfried Heinrich mostrou grande habilidade no cravo. Conforme cresceu, foi demonstrando uma deficiência mental o que levou seu irmão Carl Philipp Emanuel Bach a afirmar que ele foi "um grande gênio, que no entanto não conseguiu desenvolver-se". A partir de 1750, viveu com seu cunhado Johann Christoph Altnikol, casado com sua irmã Elisabeth Juliana Friderica Bach. Morreu em Naumburg em 1763.
Acredita-se que a ária "So oft ich meine Tobackspfeife", do Pequeno livro de Anna Magdalena tenha sido escrita em sua homenagem.